# Philiris pagwi
Philiris pagwi is een vlinder uit de familie van de Lycaenidae. De wetenschappelijke naam van de soort is voor het eerst geldig gepubliceerd in 1979 door Sands.